# Кзыл-Байрак (Верхнеуслонский район)
Кзыл-Байрак (тат. Кызыл Байрак — рус. Красное знамя) — посёлок в Верхнеуслонском районе Татарстана. Входит в Шеланговское сельское поселение.

## География
Кзыл-Байрак располагается на обрывистом правом берегу Волги (Куйбышевское водохранилище), в 35 км южнее села Верхний Услон.

## История
Посёлок был основан в 1924 году.

## Население
Жители посёлка занимаются в основном сельским хозяйством.

## Инфраструктура
В посёлке есть библиотека (работает с 1960 года), клуб, фельдшерско-акушерский пункт. С 1965 по 2008 год работала начальная школа.

### Транспорт
Кзыл-Байрак связан с Казанью пригородным водным транспортом.

## Культура
Ежегодно проводится день памяти Салиха Сайдашева, в рамках которого выступают артисты Татарского государственного академического театра им. Г. Камала, Государственного оркестра РТ, Государственного оркестра народных инструментов Республики Башкортостан.
С 1997 г. действует новая крупная двухминаретная мечеть.
В советское время и 1990-е годы около посёлка существовал пионерлагерь «Связист» производственно-технического управления связи ТАССР (позже Таттелеком).